# اکنون و آینده (ترانه بیتلز)
«اکنون و آینده» (انگلیسی: Now and Then) ترانه‌ای از گروه راک انگلیسی بیتلز است که در ۲ نوامبر ۲۰۲۳ منتشر شد. این ترانه، «آخرین ترانهٔ بیتلز» به‌شمار می‌رود و به عنوان یک تک‌آهنگ دابل ای ساید به همراه ریمیکس استریوی جدیدی از نخستین ترانهٔ گروه به نام «دوستم بدار» (۱۹۶۲) منتشر شد.

## جدول‌های موسیقی
| جدول (۲۰۲۳–۲۰۲۴)                                    | بالاترین جایگاه |
| --------------------------------------------------- | --------------- |
| استرالیا (ای‌آرآی‌ای)                                 | ۶               |
| اتریش (او۳ تاپ ۴۰ اتریش)                            | ۱               |
| بلژیک (اولتراتاپ ۵۰ فلاندرز)                        | ۸               |
| بلژیک (اولتراتاپ ۵۰ والونی)                         | ۱۵              |
| کانادا (۱۰۰ تک‌آهنگ داغ کانادا)                      | ۱۰              |
| کرواسی (اچ‌آرتی)                                     | ۲               |
| جمهوری چک (۱۰۰ تک‌آهنگ دیجیتال برتر)                 | ۶۶              |
| دانمارک (ترک‌لیسن)                                   | ۳۲              |
| فنلاند (جدول‌های رسمی فنلاند)                        | ۴۷              |
| فرانسه (اس‌ان‌ئی‌پی)                                   | ۱۴              |
| آلمان (جدول‌های رسمی آلمان)                          | ۱               |
| ۲۰۰ آهنگ جهانی (بیلبورد)                            | ۱۰              |
| ایسلند (Tónlistinn)                                 | ۱۹              |
| ایرلند (ایرما)                                      | ۴               |
| ایتالیا (فیمی)                                      | ۵۲              |
| ژاپن (۱۰۰ آهنگ داغ ژاپن)                            | ۳۰              |
| ژاپن (اوریکون)                                      | ۵               |
| تک‌آهنگ‌های ترکیبی ژاپن (اوریکون)                     | ۲۷              |
| تک‌آهنگ‌های راک ژاپن (اوریکون)                        | ۱               |
| لتونی ایرپلی (LAIPA)                                | ۱۶              |
| هلند (۴۰ آهنگ برتر)                                 | ۳۴              |
| هلند (۱۰۰ تک‌آهنگ برتر)                              | ۵               |
| نیوزیلند (ریکوردد میوزیک ان‌زد)                      | ۱۷              |
| نروژ (وی‌جی-لیستا)                                   | ۱۵              |
| لهستان (تاپ ۱۰۰ ایرپلی لهستان)                      | ۵۴              |
| لهستان (تاپ ۱۰۰ استریم لهستان)                      | ۷۸              |
| سان مارینو (SMRRTV Top 50)                          | ۱۶              |
| ۷۵                                                  |                 |
| ۹۴                                                  |                 |
| بی‌جی‌ام کره جنوبی (سرکل)                             | ۳۲              |
| دانلود کره جنوبی (سرکل)                             | ۱۲۴             |
| اسپانیا (پروموزیک)                                  | ۵۴              |
| سوئد (فهرست برترین‌های سوئد)                         | ۸               |
| سوئیس (شوایزر هیت‌پاراد)                             | ۲               |
| تک‌آهنگ‌های بریتانیا (اوسی‌سی)                         | ۱               |
| بیلبورد هات ۱۰۰ ایالات متحده                        | ۷               |
| ترانه‌های داغ راک و آلترناتیو ایالات متحده (بیلبورد) | ۲               |
| ایرپلی راک ایالات متحده (بیلبورد)                   | ۲۳              |

| جدول (۲۰۲۳)       | بالاترین جایگاه |
| ----------------- | --------------- |
| پاراگوئه (اس‌جی‌پی) | ۹۱              |

| جدول (۲۰۲۳)                       | جایگاه |
| --------------------------------- | ------ |
| تک‌آهنگ‌های وینیل بریتانیا (اوسی‌سی) | ۱      |

## گواهی‌نامه‌ها
| منطقه                                   | گواهی | واحد گواهی‌شده/فروش |
| --------------------------------------- | ----- | ------------------ |
| برزیل (پرو موزیکا برزیل)                | طلا   | ۲۰٬۰۰۰             |
| بریتانیا (بی‌پی‌آی)                       | نقره  | ۲۰۰٬۰۰۰            |
| رقم فروش+پخش جاری تنها بر پایهٔ گواهی‌ها. |       |                    |

## تاریخچه انتشار
| منطقه        | تاریخ          | فرمت                                    | ناشر      | منابع  |
| ------------ | -------------- | --------------------------------------- | --------- | ------ |
| ایتالیا      | ۲ نوامبر ۲۰۲۳  | رادیو ایرپلی                            | یونیورسال | [ ۴۹ ] |
| مختلف        | ۲ نوامبر ۲۰۲۳  | دانلود دیجیتال استریم                   | اپل       | [ ۵۰ ] |
| بریتانیا     | ۳ نوامبر ۲۰۲۳  | ۷ اینچ ۱۲ اینچ کاست سی‌دی تک‌آهنگ ۱۰ اینچ | اپل       | [ ۵۱ ] |
| ایالات متحده | ۱۰ نوامبر ۲۰۲۳ | ۷ اینچ ۱۲ اینچ کاست سی‌دی تک‌آهنگ ۱۰ اینچ | اپل       | [ ۵۲ ] |
| ژاپن         | ۱ دسامبر ۲۰۲۳  | اس‌اچ‌ام سی‌دی                             | یونیورسال | [ ۵۳ ] |